# Didesmus bipinnatus
Didesmus bipinnatus är en korsblommig växtart som först beskrevs av René Louiche Desfontaines, och fick sitt nu gällande namn av Dc. Didesmus bipinnatus ingår i släktet Didesmus och familjen korsblommiga växter. Inga underarter finns listade i Catalogue of Life.